# Daphne ludlowii
Daphne ludlowii är en tibastväxtart som beskrevs av David Geoffrey Long och S.J. Rae. Daphne ludlowii ingår i släktet tibaster, och familjen tibastväxter. Inga underarter finns listade i Catalogue of Life.